# Hormetica luteomarginata
Hormetica luteomarginata är en kackerlacksart som beskrevs av Bruijning 1949. Hormetica luteomarginata ingår i släktet Hormetica och familjen jättekackerlackor. Inga underarter finns listade i Catalogue of Life.